# Paragwaj na Letnich Igrzyskach Olimpijskich 1968
Paragwaj na Letnich Igrzyskach Olimpijskich 1968 reprezentował 1 zawodnik. Był to pierwszy start reprezentacji Paragwaju na letnich igrzyskach olimpijskich.

## Skład kadry

### Szermierka
Mężczyźni
- Rodolfo da Ponte - floret - odpadł w eliminacjach